# Callogryllus bilineatus
Callogryllus bilineatus är en insektsart som först beskrevs av Bolívar, I. 1900.  Callogryllus bilineatus ingår i släktet Callogryllus och familjen syrsor. Inga underarter finns listade i Catalogue of Life.